# マリンワールド海の中道
座標: 北緯33度39分39秒 東経130度21分48秒 / 北緯33.66083度 東経130.36333度

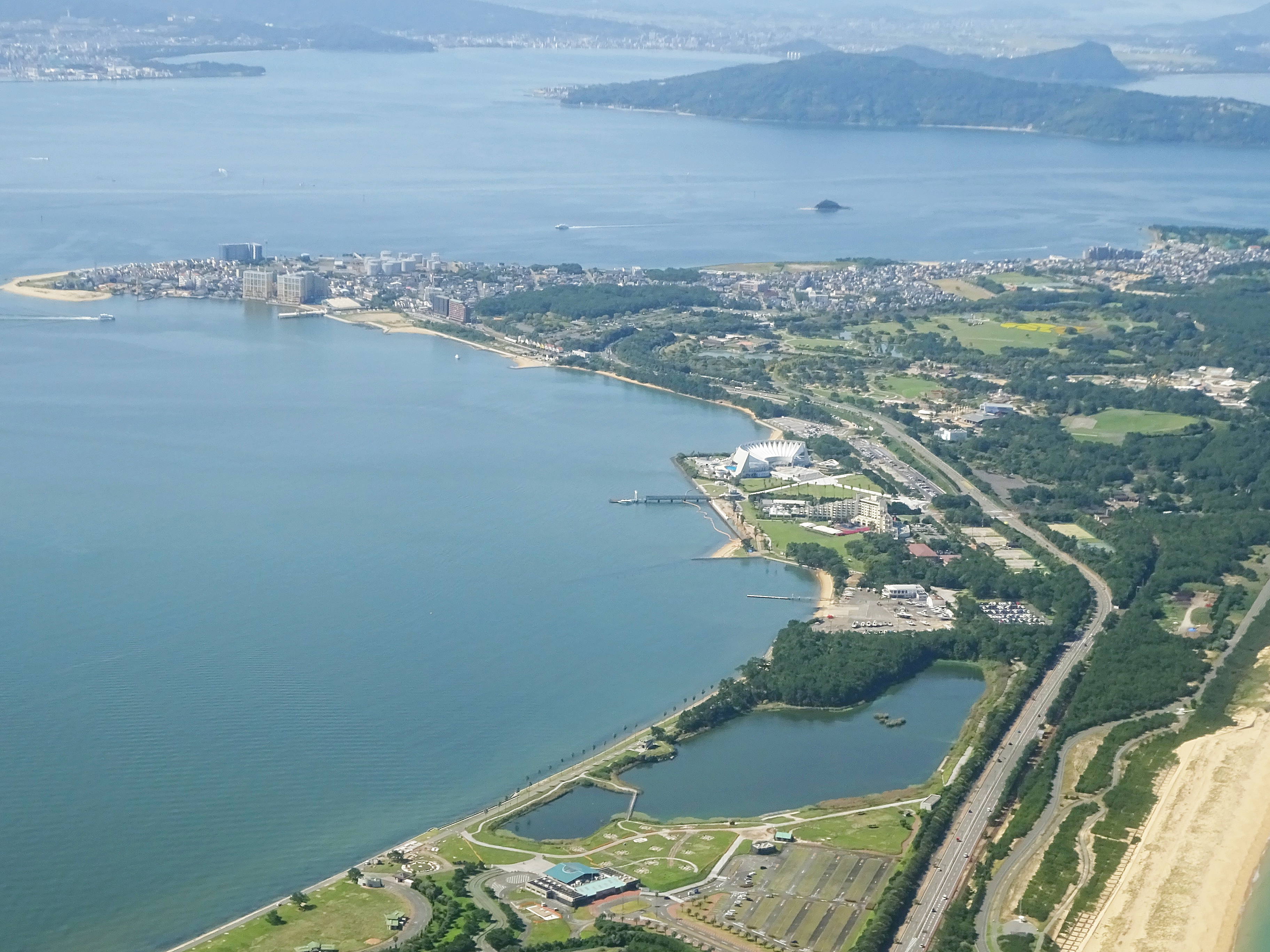
マリンワールド海の中道を空撮（2022年10月）

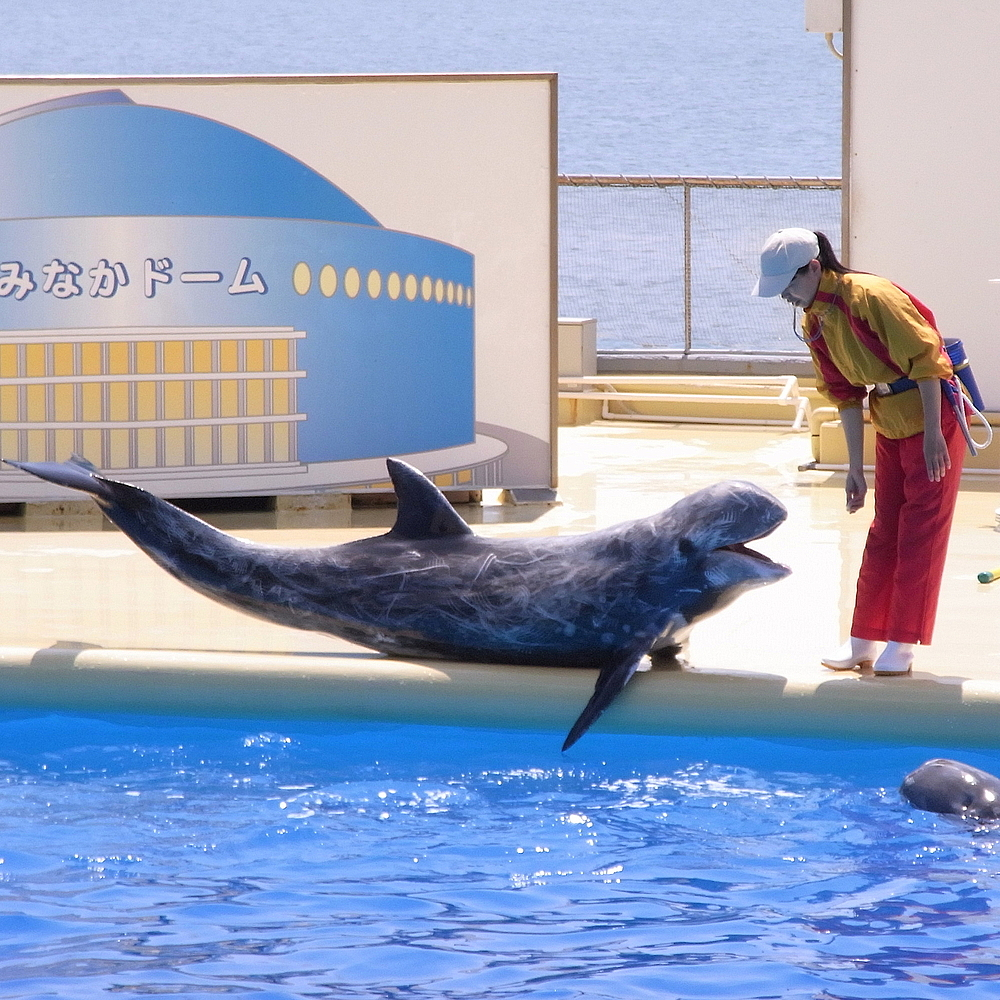
ハナゴンドウのショー

マリンワールド海の中道（マリンワールドうみのなかみち）は、福岡県福岡市東区にある水族館。正式名称は「海の中道海洋生態科学館」。運営会社の株式会社海の中道海洋生態科学館は西鉄グループの企業である。

## 概要
1989年4月に開館し、1995年4月に改装・増築された。「対馬暖流」をテーマに熱帯から温帯、寒帯の魚350種類20,000点を暮らしぶりそのままに見ることができる。館内には、魚類の他にイルカ、ゴマフアザラシ、ウミガメなどが展示されている。イルカ・アシカショーや巨大なシロワニが泳ぐパノラマ大水槽が目玉である。2000年より夏休み期間を中心に夜間営業を行っている。1994年に博多湾に漂着したメガマウス(メス)のホルマリン標本が展示されている。
「海の中道」と呼ばれる砂州に位置する海の中道海浜公園の敷地内に立地している。周辺を海と公園に囲まれているため、福岡市内ではあるが市街地の喧騒から離れた自然豊かな環境にある。貝殻をモチーフとした建物は半円形のデザインで、ワイヤーで固定されたテント型屋根の特徴的な外観である。マスコットキャラクターはメガマウスをモチーフとした「メガトット」。キャラクターデザインはカールおじさんをデザインしたひこねのりおである。
水槽の9割を入れ替える大改装を行うため、2016年10月3日より全館休館し、2017年4月12日再開された。新たな展示テーマは「九州の海」。

## 施設

### 外洋大水槽
館内の1階から2階を貫くパノラマ大水槽は、24 m×10 m、水深7 m、水量1,400 tの水槽である。水槽を構成するアクリルパネルは厚さ約 30 cm 。この水槽では80種2万匹以上の魚が回遊し、その内サメが20種100匹、イワシは2万匹ほどいる。水槽周辺の館内は暗くなっており、ライトアップされた水槽内を大型のサメやエイが泳ぐ姿や、マイワシの群れなど幻想的な光景が来館者を楽しませている。外洋大水槽では「ダイバー魚ッチング」が行われており、ダイバーが水中カメラで撮影したライブ映像を見ることができ、マイクをつけたダイバーとの会話や解説を聞くこともできる。また「イワシタイフーン」ではイワシやサメ、エイなどの魚の餌やりもみられる。

### ショープール

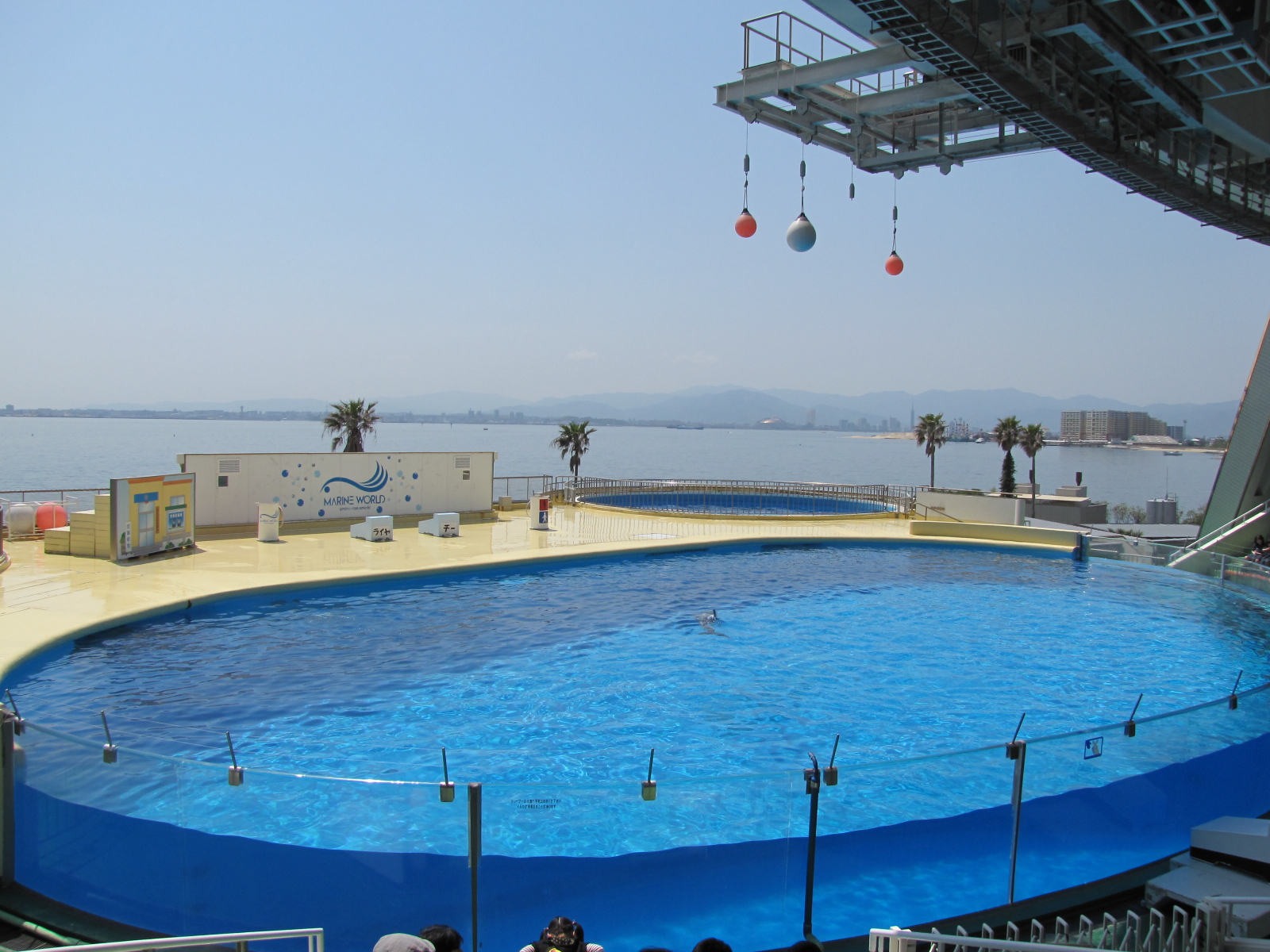
ショープール

イルカ・アシカショーが行われているプールでバンドウイルカ、カマイルカ、ハナゴンドウ、コビレゴンドウ(クジラ)がいる。2,3階に位置し、プール前は観覧席になっている。1階部分はガラス面及びレストランになっており、水中の様子を見ることができる。ショープールの両側と奥にある3つのプールがショープールを囲むように配置されている。2005年3月20日に発生した福岡県西方沖地震により、4つあるプールの内3つとアシカ獣舎が破損する被害を受けたが、約2年間に及ぶ復旧工事の末、復旧した。ショープールの後ろにはフードショップがあり、ショー中に食べられるアイスクリームやチュロス、たこ焼き、飲み物などの軽食が買える。

### かいじゅうアイランド

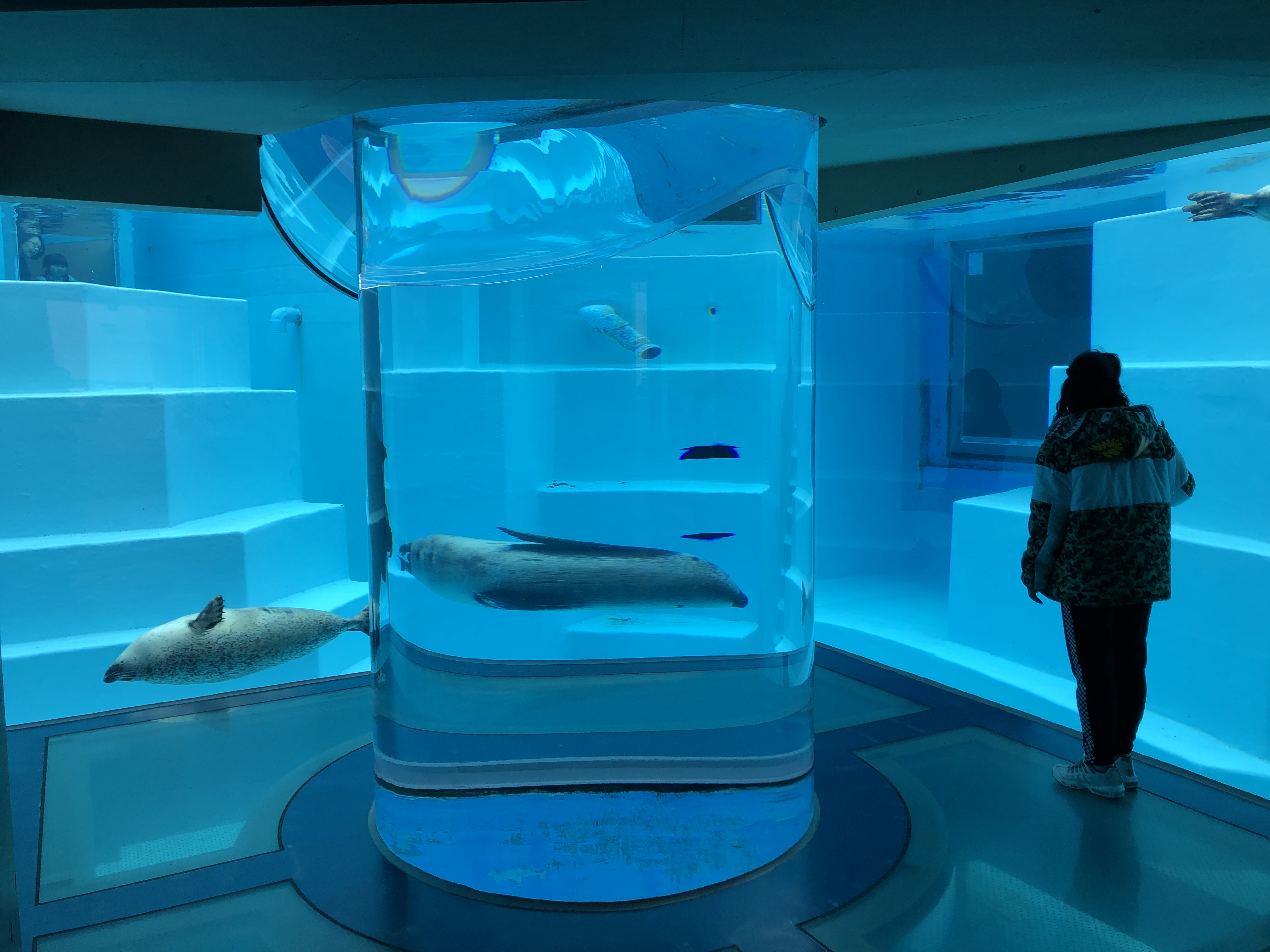
うみなかCUBE

開業20周年記念として既存のイルカプールの隣接地に2009年4月に竣工、20周年の節目となる同月18日に開設した。

鴨川シーワールドの「ロッキーワールド」や横浜・八景島シーパラダイスの「ふれあいラグーン」などと同様に、海獣（海棲哺乳類）の飼育展示用途の施設である。新築された建物はカリフォルニアアシカとゴマフアザラシがそれぞれ暮らす大小2つの水槽が有り、海中（1階）と海面・陸上側（2階）どちらからも観察できる2階建てとなっている。アシカが住むメイン水槽を囲む形で建屋内に1階と2階を結ぶ螺旋状のスロープが設けられており、1階は「うみなかCUBE」と言う名称の水槽のアクリル板が全面に張られた展示室となっている。円柱水槽（直径1.5m、高さ2.8m）も設置され、息継ぎのため水面に垂直浮上するアザラシの習性を利用した行動展示が行われている。

「パクパクアザラシ」と言うイベントが設定されており、冷蔵コインロッカーに料金を投入して中の餌を取り出せば、好みのアシカ・アザラシに来場者が餌を与えることが出来る。(料金400円：2021/07現在)。
なお、新築されたアシカ・アザラシの建物と近接のイルカプールは連接され、両施設ともに「かいじゅうアイランド」の括りとなっている。
現在は「アイランドトーク」と題されたイベントが行われている。
公式サイト上と西日本新聞（2009年1月24日朝刊など）の記事によれば、福岡県西方沖地震でアシカ飼育舎が被災した際に飼育動物が受けた外因性ショックから立ち直るのに時間を要した経験から、ショーからリタイアしたアシカが安心して過ごせて（仮設の獣舎が来場者と間近であった事から）来場者もふれ合える事を目標に構想されたと言う。繁殖環境の整備も目的としており、開業から一ヶ月余りした2009年5月にゴマフアザラシが出産をしている。手狭だったアザラシプールの代替でもある。

### レストラン
マリンワールドには1Fのショープール前にレストランがある。メニューは20品目程度である。カレーライスやうどん、お子様ランチなどもありドリンクもあるので食事をすませることができる。ショープールの中にいるイルカの雄大な姿を眺めながら食事ができる。また予約ができるので団体での使用も可能である。(団体予約弁当有り)

### その他の施設
- 玄海灘荒波水槽(3F)
- 阿蘇　水の森エリア(3F)
- スナメリプール(1F)
- ペンギンの丘(1F)
- ウミガメ水槽(3F)
- マリンホール(2F)
- たんけんビーチ(2F)
- ラッコプール(2F)
- ファンタジースロープ(3F~2F)
- 芝生広場(1F)

季節によって変わる水槽などの様々な種類があります。

## イベント及び食事タイム
イルカ、魚、アシカ等によるショーが随時開催されている。

## 教育・研究
「水族館は教育施設である。」という理念の下、開館以来教育・研究活動に力を入れている。映像・音響機器を多用して展示や解説の充実を図る一方、館内外における体験学習プログラムや出張講話も積極的に行っている。近年では平成14年度から全国の小中学校に導入された「総合的な学習の時間」を利用し、水族館と学校をテレビ電話やインターネット回線で結んだ「遠隔授業」を行ったり、携帯電話やPDAを活用した学習環境を整備するなど「水族館の情報化」を推進している。

## 建築概要
- 竣工 - 1989年
- 設計 - Ⅰ期基本設計：磯崎新アトリエ、Ⅰ期設計:日建設計、Ⅱ期設計:三島設計
- 構造 - RC造、S造
- 延床面積 - 21,400m2
- 建築規模 - 地上4階
- 所在地 - 福岡県福岡市東区西戸崎18-28

## 交通アクセス
- 鉄道
  - JR九州香椎線 海ノ中道駅から徒歩約7分
- バス
  - 西鉄バス「マリンワールド海の中道」バス停から徒歩約5分
- 船（うみなかライン）
  - ももち（マリゾン）～海の中道

約15分。
- - ベイサイドプレイス博多埠頭～海の中道

約15分。
- 車
  - 福岡高速6号アイランドシティ線アイランドシティ出入口より6.5㎞、もしくは九州自動車道古賀インターチェンジより15.5㎞。
  - 海浜公園と共用の有料駐車場が併設されている。